# Intoxicación masiva en India de 2020
La intoxicación masiva en India en el 2020 fue un caso de intoxicación masiva ocurrido en Eluru, una ciudad ubicada en el estado de Andhra Pradesh, en el sur de la India. Inicialmente considerada una enfermedad idiopática, el primer caso se informó el 5 de diciembre de 2020, y cientos más enfermaron y una persona murió durante la semana siguiente. Se desconoce oficialmente la causa, pero se ha indicado que la contaminación por metales pesados es la razón más probable.

## Brote
El primer caso se registró la noche del 5 de diciembre. Al día siguiente, unos cientos de personas más habían sido ingresadas en el hospital con síntomas similares. La única muerte informada fue la de un hombre de 45 años que había informado síntomas similares. Según CNN, murió de un paro cardíaco no relacionado el 5 de diciembre, pero el superintendente del hospital de Eluru declaró que murió debido a los síntomas y lo puso en la lista oficial de muertos por la enfermedad. La enfermedad se encontró originalmente en el área de One Town antes de extenderse a otras partes de la ciudad, así como al área rural de Eluru y al pueblo de Denduluru. La mayoría de los pacientes fueron admitidos en el hospital gubernamental de Eluru, pero algunos que necesitaban una mejor atención fueron enviados a instituciones en Vijayawada y Guntur.
En la noche del 7 de diciembre, más de 400 personas habían sido afectadas por la enfermedad. Aunque la enfermedad afecta a todos los grupos de edad, más de 300 de los infectados son niños. El número total informado de infectados había aumentado a 450 y el de dados de alta a 200 para el 7 de diciembre. Si bien se ha informado que los síntomas son «los mismos en todos los grupos de edad y género», la mayoría se encuentra en el grupo de edad de 20 a 30 años. Cientos de niños se vieron afectados por la enfermedad. La tasa de nuevos casos se redujo drásticamente el martes 8 de diciembre, aunque seis personas que habían sido dadas de alta previamente sufrieron una segunda convulsión y fueron readmitidas. El 10 de diciembre, otras dos personas que contrajeron la enfermedad fallecieron, lo que provocó que algunos medios especularan que sus muertes se debieron a la enfermedad. Sin embargo, el comisionado de salud del distrito anunció que habían muerto por condiciones no relacionadas, una de un derrame cerebral y otra de COVID-19, y que solo la muerte original permanecía en el recuento oficial.

## Síntomas
Los síntomas notificados incluyen dolor de cabeza, náusea, vómito, mareo, convulsiones, ansiedad, pérdida del conocimiento y otros síntomas neurológicos, que se han descrito como similares a la epilepsia. Las personas de las que se informó que tenían la enfermedad, especialmente los niños, informaron un inicio repentino de vómitos después de quejarse de ardor en los ojos.

## Posibles causas
El mismo día que inició el brote se recolectaron muestras de pacientes y del agua local para determinar la causa del mismo. Especialistas de varias instituciones científicas y médicas de la India y de todo el mundo, como los Institutos de Ciencias Médicas de la India, la Organización Mundial de la Salud, el Consejo Indio de Investigación Médica, el Instituto Nacional de Nutrición, el Centro de Biología Celular y Molecular, y se había enviado al Instituto Indio de Tecnología Química para evaluar la situación y analizar las muestras. Sin embargo, las pruebas no detectaron contaminación del agua o infecciones virales conocidas (incluido COVID-19) en el análisis.
El Departamento de Salud de Andhra Pradesh informó que «los análisis de sangre iniciales no encontraron ninguna evidencia de infección viral». Las muestras de sangre también se analizaron para detectar infecciones bacterianas, como meningitis, y anticuerpos. Se descartaron como causa virus como el SARS-CoV-2, encefalitis japonesa, dengue, chikunguña, hepatitis y rabia. Dado que «personas no vinculadas al suministro de agua municipal [también] han enfermado», la contaminación del agua también se descartó inicialmente, así como la contaminación del aire. Los análisis de sangre y las tomografías computarizadas no pudieron establecer la causa o el origen de la enfermedad y las pruebas del líquido cefalorraquídeo «resultaron ser normales». A partir del 7 de diciembre de 2020, se determinó que la enfermedad no es contagiosa.
El miembro del parlamento, Narasimha Rao, sospechó que los organoclorados podrían ser la causa después de hablar con médicos expertos. Los organoclorados se utilizan como plaguicidas y también como nebulización contra los mosquitos. El 7 de diciembre de 2020, las autoridades sanitarias de la India declararon extraoficialmente: «La mayoría de las veces sí, pero estamos esperando el informe del laboratorio [para confirmación]» cuando se les preguntó sobre el organoclorado como agente desencadenante de la enfermedad. Esta teoría fue luego descartada por las autoridades porque habría habido una mayor tasa de problemas respiratorios y muertes.
Los resultados preliminares posteriores señalaron un alto contenido de plomo y níquel en el agua potable y la leche como posibles agentes a través del envenenamiento por plomo. Los análisis de sangre también encontraron altas concentraciones de los mismos materiales en los pacientes. Posteriormente, las autoridades estatales descartaron el aire y el agua como medio para metales pesados y comenzaron a analizar muestras de frutas y verduras. También se ha especulado que los plaguicidas pueden haberse filtrado al suministro de agua después de inundaciones repentinas.

## Respuestas y reacciones
Y. S. Jaganmohan Reddy, el gobernador de Andhra Pradesh, enfrentó críticas de la oposición por su supuesta falta de prevención del brote al descuidar el saneamiento del agua en la zona.
Chandrababu Naidu, líder del partido de oposición Telugu Desam en el estado, culpó al gobierno gobernante por el brote, alegando que no había tomado medidas para descontaminar el agua potable local. Telugu Desam pidió una investigación completa, alegando que la propagación de la enfermedad fue causada por la contaminación.
El ministro de salud del estado, Alla Kali Krishna Srinivas, informó que «[todos] los pacientes están fuera de peligro. De los 300 afectados, alrededor de 125 habían sido dados de alta el domingo [6 de diciembre] por la noche».
El 7 de diciembre, el gobierno anunció que había iniciado «una encuesta puerta a puerta». El mismo día, el gobernador Reddy visitó a los pacientes en Eluru y dio instrucciones a sus ministros sobre la atención y supervisión del paciente, ordenando que los pacientes dados de alta fueran observados durante un mes después. El gobierno central anunció que el 8 de diciembre se enviaría un equipo de tres personas a Eluru para investigar la situación.